# Europese kampioenschappen turnen vrouwen 1957
De Europese kampioenschappen turnen voor vrouwen van 1957 vond plaats in Boekarest, Roemenië. Het waren de eerste Europese kampioenschappen turnen voor vrouwen.

## Medaillewinnaars

### Senioren
| Onderdeel              | Goud            | Zilver          | Brons         |
| ---------------------- | --------------- | --------------- | ------------- |
| All-Around             | Larisa Latynina | Elena Leusteanu | Sonia Iovan   |
| Sprong                 | Larisa Latynina | Tamara Manina   | Sonia Iovan   |
| Brug ongelijke leggers | Larisa Latynina | Elena Leusteanu | Eva Bosakova  |
| Balk                   | Larisa Latynina | Sonia Iovan     | Tamara Manina |
| Vloer                  | Larisa Latynina | Elena Leusteanu | Eva Bosakova  |

1955 ·
1957 ·
1959 ·
1961 ·
1963 ·
1965 ·
1967 ·
1969 ·
1971 ·
1973 ·
1975 ·
1977 ·
1979 ·
1981 ·
1983 ·
1985 ·
1987 ·
1989 ·
1990 ·
1992 ·
1994 ·
1996 ·
1998 ·
2000 ·
2002 ·
2004 ·
2005 ·
2006 ·
2007 ·
2008 ·
2009 ·
2010 ·
2011 ·
2012 ·
2013 ·
2014 ·
2015 ·
2016 ·
2017 ·
2018 ·
2019 ·
2020 ·
2021 · 
2022 · 
2023 · 
2024
1957 ·
1959 ·
1961 ·
1963 ·
1965 ·
1967 ·
1969 ·
1971 ·
1973 ·
1975 ·
1977 ·
1979 ·
1981 ·
1983 ·
1985 ·
1987 ·
1989 ·
1990 ·
1992 ·
1994 ·
1996 ·
1998 ·
2000 ·
2002 ·
2004 ·
2005 ·
2006 ·
2007 ·
2008 ·
2009 ·
2010 ·
2011 ·
2012 ·
2013 ·
2014 ·
2015 ·
2016 ·
2017 ·
2018 · 
2019 ·
2020 · 
2021 · 
2022 · 
2023 · 
2024
1969 ·
1971 ·
1973 ·
1975 ·
1977 ·
1979 ·
1981 ·
1983 ·
1985 ·
1987 ·
1989 ·
1991 ·
1993 ·
1995 ·
1997 ·
1998 · 
2000 ·
2002 ·
2004 ·
2006 ·
2008 ·
2010 ·
2012 · 
2014 ·
2016 ·
2018 ·
2021 ·
2022 ·
2024
1978 ·
1980 ·
1982 ·
1984 ·
1986 ·
1988 ·
1990 ·
1992 ·
1993 ·
1994 ·
1995 ·
1996 ·
1997 ·
1998 ·
1999 ·
2000 ·
2001 ·
2002 ·
2003 ·
2004 ·
2005 ·
2006 ·
2007 ·
2008 ·
2009 ·
2010 ·
2011 ·
2012 ·
2013 ·
2014 ·
2015 ·
2016 ·
2017 ·
2018 · 
2019 ·
2020 ·
2021 ·
2022 ·
2023
1978 ·
1979 ·
1980 ·
1982 ·
1984 ·
1985 ·
1986 ·
1987 · 
1988 ·
1989 ·
1990 ·
1991 ·
1992 ·
1993 ·
1994 ·
1995 ·
1996 ·
1997 ·
1999 ·
2001 ·
2003 ·
2005 ·
2007 ·
2009 ·
2011 ·
2013 ·
2015 ·
2017 ·
2019 ·
2021 ·
2023
1999 ·
2001 ·
2003 ·
2005 ·
2007 ·
2009 ·
2011 ·
2013 ·
2015 ·
2017 ·
2019 ·
2021 ·
2023